# Dan Goldman
Daniel Sachs Goldman (Washington, 26 febbraio 1976) è un politico statunitense, membro della Camera dei Rappresentanti per lo stato di New York dal 2023.

## Biografia
Goldman è nato a Washington, dove suo padre lavorava come procuratore federale. Discende dai fondatori della Levi Strauss di cui è erede.
Goldman ha frequentato la Sidwell Friends School di Washington prima di conseguire un Bachelor of Arts in storia presso l'Università Yale nel 1998 e un Juris Doctor alla Stanford Law School nel 2005. Dal 2007 al 2017 ha lavorato come avvocato di Stato presso il distretto sud di New York e dal 2017 al 2019 come consulente legale di NBC News e MSNBC. Ha poi lavorato come consulente per la commissione intelligence della Camera dei Rappresentanti ed è stato il principale consulente legale nell'inchiesta del primo impeachment di Donald Trump.
Nel 2021 si candida inizialmente come procuratore generale di New York ma ritira in seguito la candidatura appoggiando l'uscente Letitia James. Nel 2022 si candida alla Camera dei Rappresentanti per il decimo distretto dello stato di New York affrontando delle affollate primarie democratiche contro il deputato uscente Mondaire Jones che aveva optato per quel distretto dopo la modifica dei confini dei precedenti distretti, la ex deputata Elizabeth Holtzman, membri dell'Assemblea dello Stato di New York come Yuh-Line Niou e del City Council di New York City come Carlina Rivera. Riesce a vincere le primarie di misura con il 25,8% dei voti contro il 23,7% di Yuh-Line Niou e il 18,2% di Mondaire Jones per poi vincere largamente le elezioni generali di novembre con l'83,9% dei voti, come ampiamente previsto data la connotazione fortemente democratica del distretto, comprendente parti di Manhattan e Brooklyn.